# جيرالد فينك
جيرالد فينك (بالإنجليزية: Gerald Fink)‏ هو عالم وراثة وأحيائي أمريكي، ولد في 1 يوليو 1940 في بروكلين في الولايات المتحدة.